# Woiwodschaft Pommern

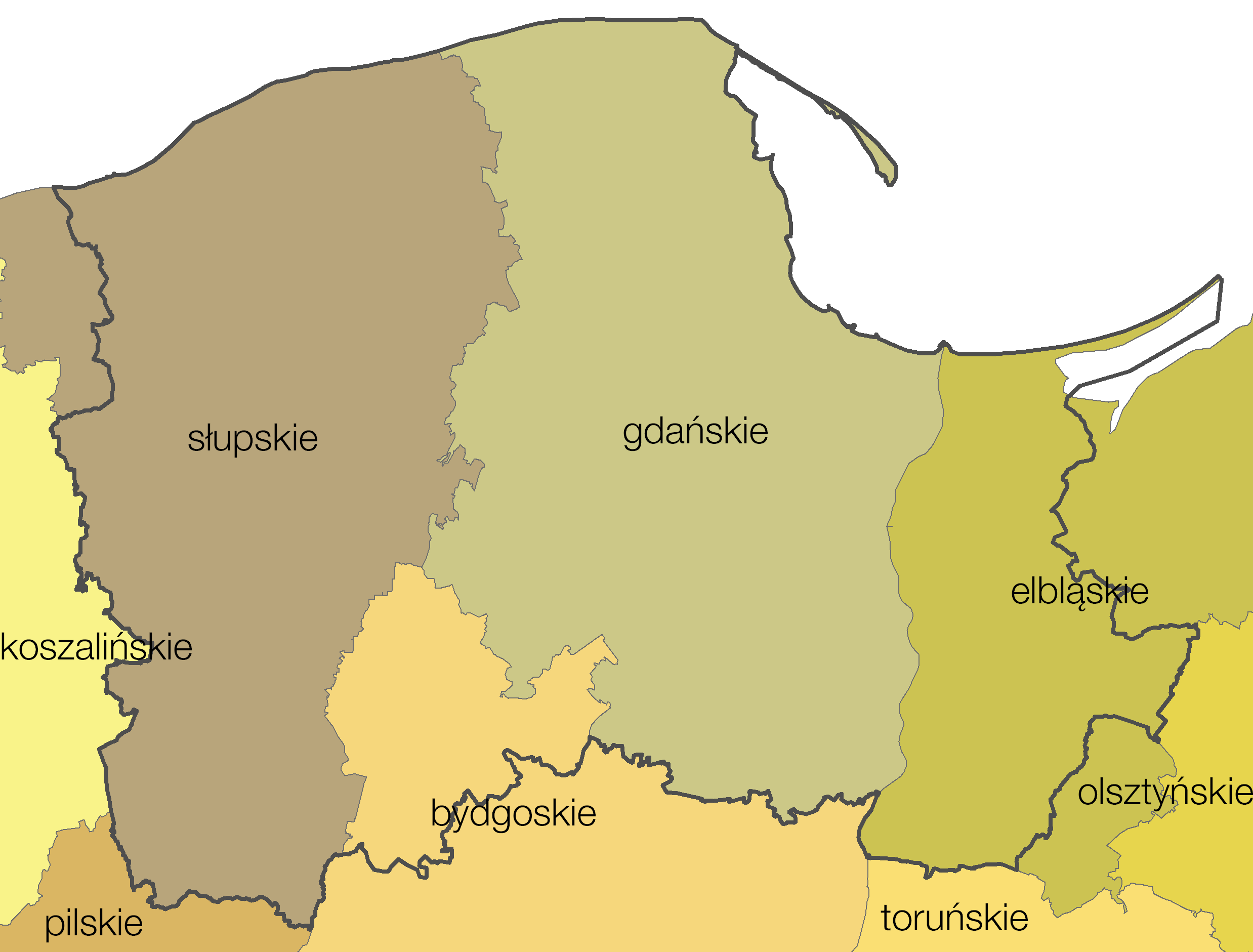
Aufteilung der Woiwodschaft Pommern in ehemalige Woiwodschaften

Die Woiwodschaft Pommern (polnisch województwo pomorskie, kaschubisch Pòmòrsczé wòjewództwò), mit der Hauptstadt Danzig ist eine der 16 Woiwodschaften der Republik Polen und befindet sich im Norden des Landes.

## Geschichte
Die heutige Woiwodschaft Pommern ging bei der Gebietsreform 1999 aus der ehemaligen Woiwodschaft Gdańsk (Danzig) sowie aus Teilen der ehemaligen Woiwodschaften Słupsk (Stolp), Elbląg (Elbing) und Bydgoszcz (Bromberg) hervor.
Sie umfasst den Osten der historischen Landschaft Pommern mit Pommerellen und den äußersten Osten der früheren preußischen Provinz Pommern (genauer: Hinterpommerns), zudem Gebiete östlich der Weichsel, die zur historischen Landschaft Preußen gehören; sie ist also ähnlich wie die frühere preußische Provinz Westpreußen bemessen. Dabei reicht sie im Nordwesten über das Gebiet der Woiwodschaft Pommern der polnischen Adelsrepublik und das der Woiwodschaft Pommerellen der zweiten polnischen Republik hinaus, reicht aber weniger weit nach Süden, was wiederum der Name der angrenzenden Woiwodschaft Kujawien-Pommern aufgreift.

## Wappen
Beschreibung: In Gold ein rotbezungter schwarzer Greif mit durchgeschlagenem Schwanz.

## Verwaltungsgliederung
Die Woiwodschaft Pommern ist eingeteilt in 16 Powiate und vier (kreisfreie) Städte mit den Rechten eines Powiat. Die Landkreise Słupsk und Gdańsk sind nach den jeweiligen kreisfreien Städten benannt, wobei letzterer Landkreis aber seinen Sitz in Pruszcz Gdański hat.

### Kreisfreie Städte
- Gdańsk (kasch. Gduńsk; dt. Danzig) 470.805; 263 km²
- Gdynia (kasch. Gdiniô; dt. Gdingen) 244.969; 135 km²
- Słupsk (kasch. Stôłpsk/Słëpsk; dt. Stolp) 89.780; 43 km²
- Sopot (kasch. Sopòt; dt. Zoppot) 35.286; 17 km²

### Landkreise
- Bytów (kasch. Bëtowò; dt. Bütow)
 79.114; 2.193 km²
- Chojnice (kasch. Chònice; dt. Conitz)
 97.661; 1.364 km²
- Człuchów (kasch. Człëchòwò; dt. Schlochau)
 55.835; 1.575 km²
- Gdańsk (kasch. Gduńsk; dt. Danzig)
 120.327; 793 km², Sitz in Pruszcz Gdański (dt. Praust)
- Kartuzy (kasch. Kartuzë; dt. Karthaus)
 141.892; 1.121 km²
- Kościerzyna (kasch. Kòscérzëna; dt. Berent)
 72.923; 1.166 km²
- Kwidzyn (kasch. Kwidzëno; dt. Marienwerder)
 82.963; 835 km²
- Lębork (kasch. Lãbòrg; dt.Lauenburg i.Pom.)
 66.083; 707 km²
- Malbork (dt. Marienburg (Westpr.))
 63.204; 495 km²
- Nowy Dwór Gdański (dt. Tiegenhof)
 35.438; 672 km²
- Puck (kasch. Pùck; dt. Putzig)
 87.568; 578 km²
- Słupsk (kasch. Stôłpsk/Słëpsk; dt. Stolp)
 98.832; 2.304 km², Sitz in Słupsk
- Starogard Gdański (kasch. Starogarda; dt. Preußisch Stargard)
 128.210; 1.345 km²
- Sztum (dt. Stuhm)
 41.104; 731 km²
- Tczew (kasch. Dërszewò; dt. Dirschau)
 115.220; 698 km²
- Wejherowo (kasch. Wejrowò; dt. Neustadt)
 219.457; 1.285 km²

(Einwohner und Fläche am 31. Dezember 2020)
| Landkreise        | Größter            | Kleinster          |
| ----------------- | ------------------ | ------------------ |
| flächenmäßig      | Powiat Słupski     | Powiat Malborski   |
| bevölkerungsmäßig | Powiat Wejherowski | Powiat Nowodworski |

## Geographie

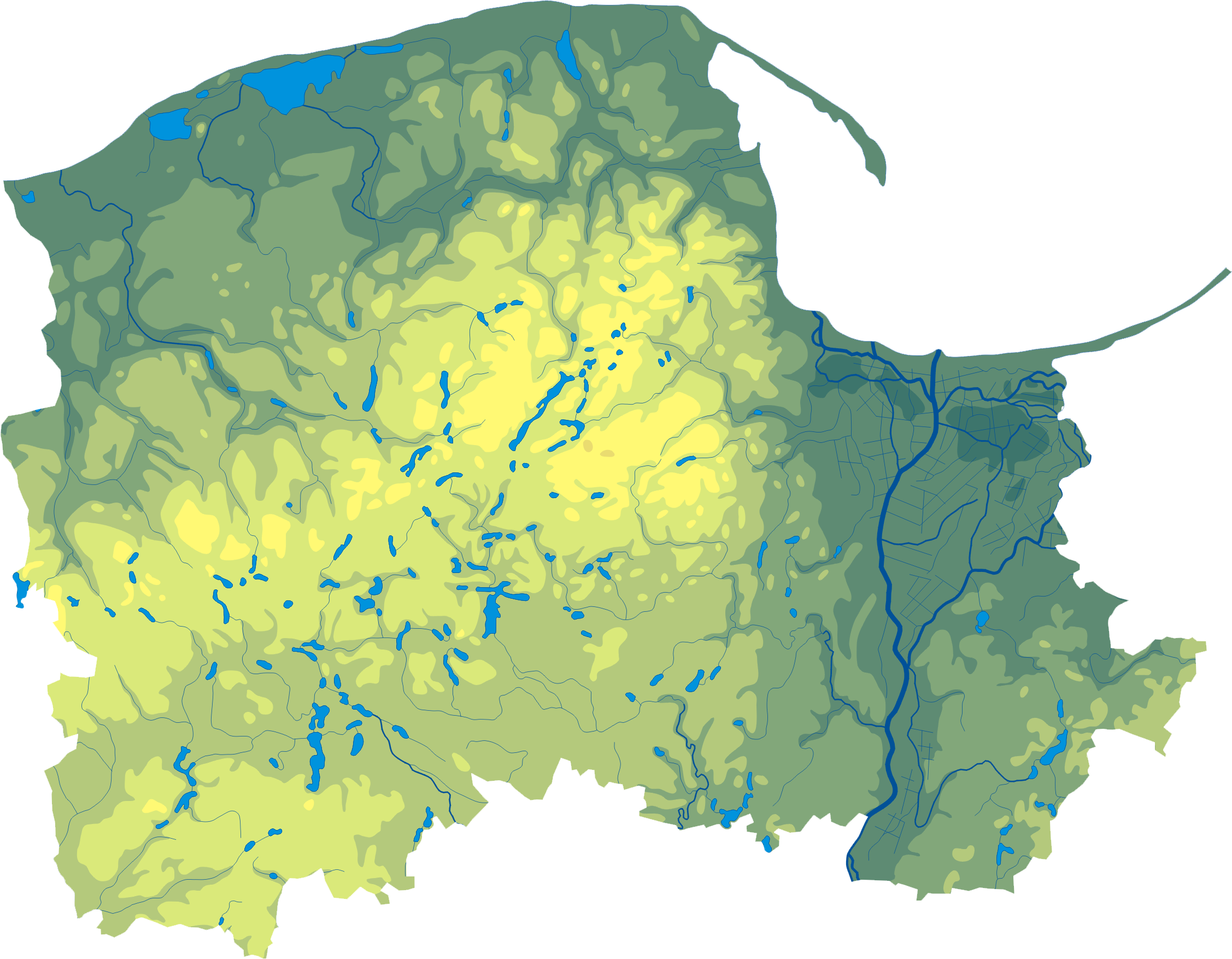
Topographie der Woiwodschaft Pommern

Direkt an der Ostseeküste, in der Nähe des Ortes Jastrzębia Góra befindet sich der nördlichste Punkt der Republik Polen.

### Landschaft
Die Woiwodschaft Pommern umfasst im Norden und Nordosten die Küstenregion entlang der Ostsee und der Danziger Bucht (Zatoka Gdańska), die schließlich in die Frische Nehrung (Mierzeja Wiślana) mündet, die die Danziger Bucht vom Frischen Haff (Zalew Wiślany) trennt.
An diese Küstenregionen schließen sich schmale Tiefebenen an, die im nordwestlichen Teil der Woiwodschaft als Kösliner Küstenland (Pobrzeże Koszalińskie) zusammengefasst werden. Innerhalb dieser Region befindet sich der Slowinzische Nationalpark, der durch hohe Wanderdünen und breite Sandstrände gekennzeichnet ist.
Das nordöstliche Küstenvorland wird als Danziger Becken (Pobrzeże Gdańskie) bezeichnet. Hier befindet sich das Delta der Flüsse Weichsel und Nogat, in der einzelne Landstriche unter dem Meeresspiegel liegen.
Innerhalb der Dreistadt befindet sich die Kaschubische Küste (Pobrzeże Kaszubskie), die im Gegensatz zu den beiden anderen Küstenabschnitten durch Steilküsten geprägt ist. Daran schließt sich im Hinterland die Kaschubische Seenplatte (Pojezierze Kaszubskie) an. Hier ist die Landschaft eiszeitlich durch glaziale Rinnen und Moränen geprägt. In Kaschubien befindet sich mit der Wieżyca (329 Meter) der höchste Berg Pommerns sowie des gesamten Norden Polens. Insgesamt ist die Woiwodschaft Pommern durch unzählige Seen geprägt.
Im Süden der Woiwodschaft Pommern befindet sich mit den Bory Tucholskie (Tucheler Heide) zudem eines der größten zusammenhängenden Waldgebiete in Polen.

### Gewässer
Auf dem Gebiet der Woiwodschaft Pommern mündet die Wisła (Weichsel) in die Ostsee. Weitere wichtige Flüsse der Region sind:
| - Brda (Brahe) - Liwa (Liebe) - Łeba (Leba) - Motława (Mottlau) - Nogat - Radunia (Radaune) | - Reda (Rheda) - Słupia (Stolpe) - Tuja (Tiege) - Wda (Schwarzwasser) - Wieprza (Wipper) - Wierzyca (Ferse) |

### National- und Landschaftsschutzparks
Die Woiwodschaft Pommern umfasst zwei Nationalparks und acht Landschaftsschutzparks.
Nationalparks:
- Nationalpark Bory Tucholskie (Tucheler Heide)
- Slowinzischer Nationalpark

Landschaftsschutzparks:
- Park Krajobrazowy Dolina Słupi (Stolpetal)
- Kaszubski Park Krajobrazowy (Kaschubien)
- Park Krajobrazowy Mierzeja Wiślana (Frische Nehrung)
- Nadmorski Park Krajobrazowy (Küste)
- Trójmiejski Park Krajobrazowy (Dreistadt)
- Tucholski Park Krajobrazowy (Tuchel)
- Wdzydzki Park Krajobrazowy (Weitsee)
- Zaborski Park Krajobrazowy (Zabory)

### Nachbarwoiwodschaften
|                          | Ostsee                        | Oblast Kaliningrad Russland  |
| Woiwodschaft Westpommern |                               | Woiwodschaft Ermland-Masuren |
| Woiwodschaft Großpolen   | Woiwodschaft Kujawien-Pommern |                              |

## Bevölkerung

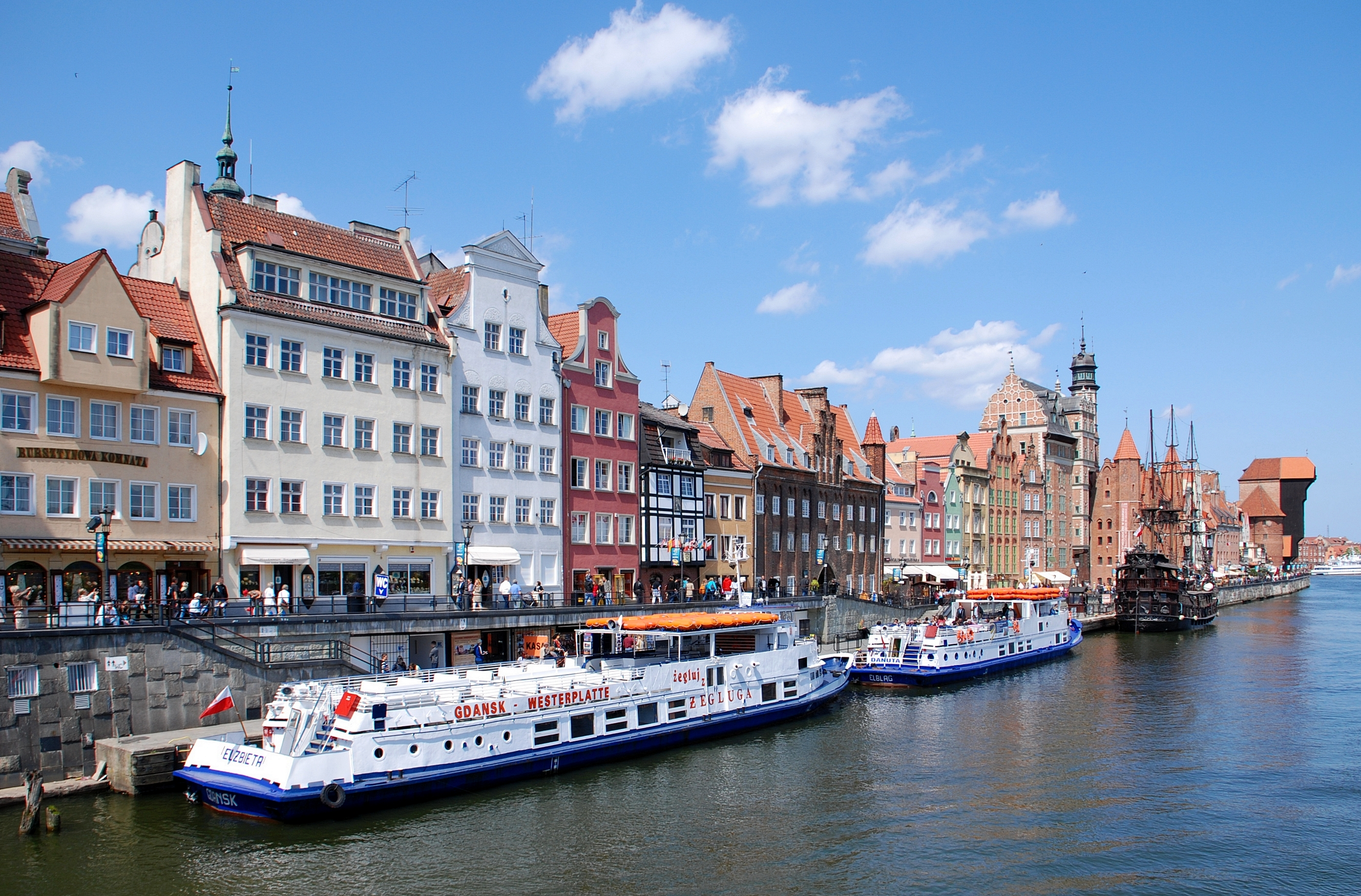
Gdańsk

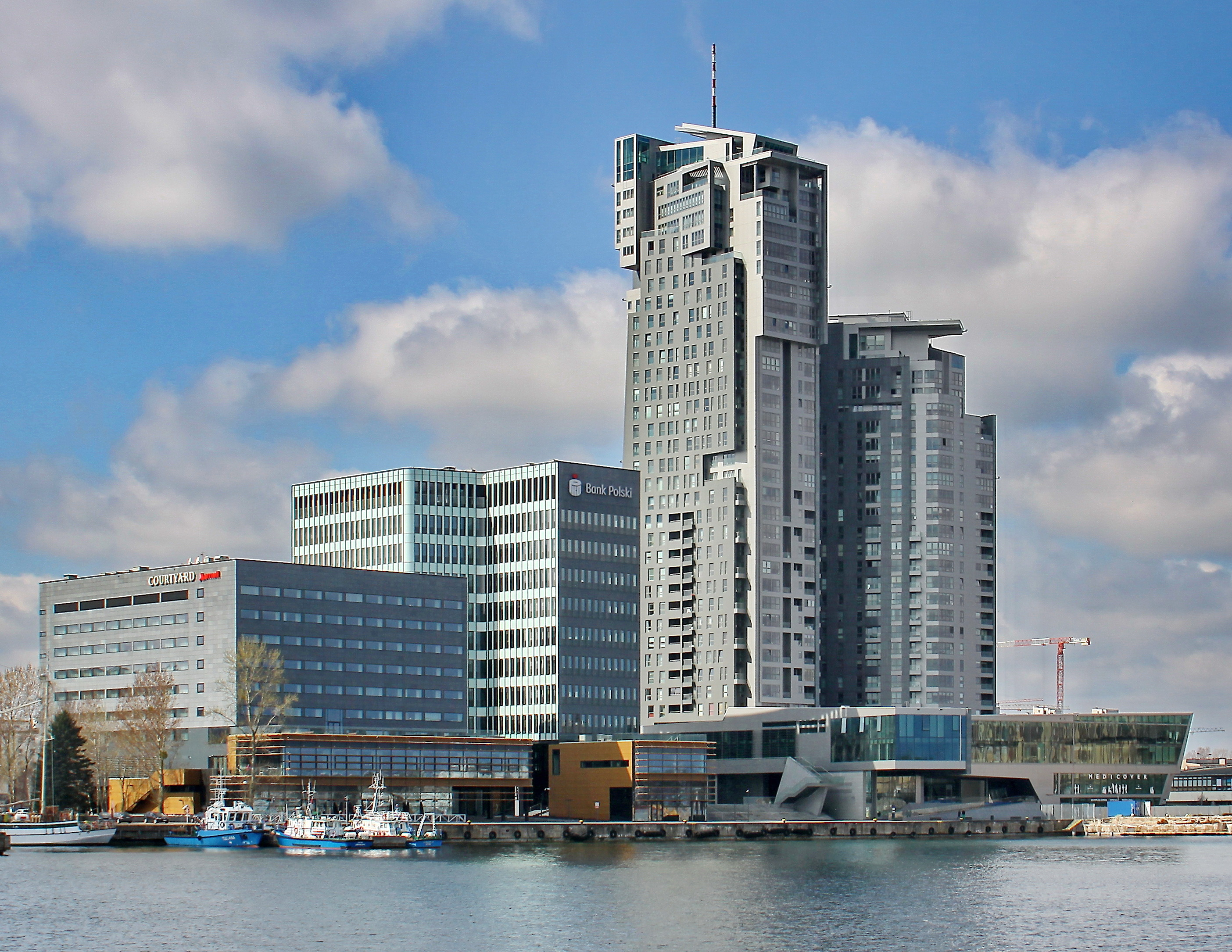
Gdynia

Am 31. Dezember 2019 waren 2.343.928 Einwohner in der Woiwodschaft Pommern gemeldet, davon sind 1.141.225 Männer (48,69 %) und 1.202.703 Frauen (51,31 %). Knapp 64 Prozent der Einwohner lebte zu diesem Zeitpunkt in Städten, ein bedeutender Teil davon wiederum im Großraum Danzig bzw. der so genannten Dreistadt.
Am dichtesten besiedelt ist der Großraum Danzig mit der Dreistadt und den Landkreisen Wejherowo (171 Einwohner pro km²), Tczew (165 Einwohner pro km²) sowie Gdańsk (152 Einwohner pro km²). Die niedrigste Bevölkerungsdichte weisen mit jeweils unter 40 Einwohnern pro km² die im Südwesten der Woiwodschaft gelegenen Landkreise Bytów und Człuchów auf.

### Bevölkerungsentwicklung
Im Zeitraum zwischen 1995 und 2019 ist die Einwohnerzahl der Woiwodschaft Pommern um rund 180.000 Einwohner gestiegen.
| Jahr | Einwohnerzahl |
| ---- | ------------- |
| 1995 | 2.165.684     |
| 2000 | 2.172.284     |
| 2005 | 2.199.043     |
| 2010 | 2.240.319     |
| 2015 | 2.307.710     |
| 2019 | 2.343.928     |

### Sprachen
In der Woiwodschaft wird mehrheitlich Polnisch in verschiedenen Dialekten gesprochen. Im Süden und entlang der Weichsel ist der Großpolnische Dialekt (dialekt wielkopolski) verbreitet. Im Westen haben sich durch die Ansiedlung von Polen aus verschiedenen Landesteilen ab 1945 sogenannte Neue Mischdialekte (dialekty mieszane) ausgeprägt. Im Zentrum der Woiwodschaft ist Kaschubisch eine traditionelle Minderheitensprache. In vier Gemeinden ist diese mit dem Polnischen eng verwandte westslawische Sprache als Amtssprache anerkannt.

### Lebenserwartung
Im Jahr 2019 betrug die durchschnittliche Lebenserwartung in der Woiwodschaft Pommern bei Männern 74,8 Jahre und bei Frauen 81,8 Jahre.

### Städte der Woiwodschaft
Die Woiwodschaftshauptstadt Danzig ist mit über 470.000 Einwohnern die sechstgrößte Stadt des Landes und die mit Abstand größte der Woiwodschaft. Das nahegelegene Gdynia hat mit knapp 250.000 Einwohnern etwas mehr als halb so viele Einwohner. Von 1990 bis 2002 hatte zudem Słupsk den Status einer Großstadt, inzwischen ist dort die Einwohnerzahl jedoch wieder auf rund 90.000 Einwohner gesunken.
| Stadt              | Deutscher Name          | Einwohner 31. Dezember 2020 | Fläche km² 30. Juni 2019 |
| ------------------ | ----------------------- | --------------------------- | ------------------------ |
| Gdańsk             | Danzig                  | 470.805                     | 262                      |
| Gdynia             | Gdingen                 | 244.969                     | 135                      |
| Słupsk             | Stolp                   | 89.780                      | 43                       |
| Tczew              | Dirschau                | 59.430                      | 22                       |
| Wejherowo          | Neustadt in Westpreußen | 49.099                      | 26                       |
| Rumia              | Rahmel                  | 49.536                      | 30                       |
| Starogard Gdański  | Preußisch Stargard      | 47.272                      | 25                       |
| Chojnice           | Konitz                  | 39.647                      | 21                       |
| Malbork            | Marienburg              | 38.101                      | 17                       |
| Kwidzyn            | Marienwerder            | 38.329                      | 22                       |
| Sopot              | Zoppot                  | 35.286                      | 17                       |
| Lębork             | Lauenburg               | 35.101                      | 18                       |
| Pruszcz Gdański    | Praust                  | 31.578                      | 16                       |
| Reda               | Rheda                   | 26.707                      | 29                       |
| Kościerzyna        | Berent                  | 23.778                      | 16                       |
| 31 kleinere Städte |                         |                             |                          |

## Politik
Seit der Regional- und Kommunalwahl am 22. November 2010 sind die 33 Sitze im Sejmik wie folgt verteilt: 19 – Platforma Obywatelska (PO), 7 – Prawo i Sprawiedliwość (PiS), 3 – Sojusz Lewicy Demokratycznej (SLD), 3 – Polskie Stronnictwo Ludowe (PSL), 1 – Parteilos.
Vorsitzender des Regionalparlaments ist Jan Kleinschmidt (PO), seine Stellvertreter sind Dariusz Męczykowski (PO), Marek Biernacki (PO) und Piotr Zwara (PiS).

### Partnerschaft
Die Woiwodschaft Pomorskie unterhält eine Regionalpartnerschaft mit dem Bezirk Mittelfranken in Bayern.

## Wirtschaft
Im Vergleich mit dem BIP der EU ausgedrückt in Kaufkraftstandards erreichte die Woiwodschaft 2018 einen Index von 69 (EU-27 = 100), bezogen auf den Wert pro
Erwerbstätigem erreichte Pommern hingegen einen Index von 74 (EU-27 = 100).
Mit einem Wert von 0,892 erreicht Pommern Platz 3 unter den 16 Woiwodschaften Polens im Index der menschlichen Entwicklung.

### Arbeitsmarkt
Die Arbeitslosenquote lag 2005 noch bei 18,9 %. Bis zum Dezember 2009 sank sie auf 12,0 Prozent. Im Jahr 2017 betrug die Arbeitslosenquote (laut Eurostat-Definition) 4,3 %.

### Tourismus
Der Tourismus spielt sowohl in Städten wie Danzig als auch an der Küste in Seebädern wie Sopot, Ustka, Łeba und auf der Halbinsel Hel sowie an den kaschubischen Seen eine wichtige Rolle.

## Infrastruktur
Das befestigte Straßennetz der Region hatte im Jahr 2019 eine Gesamtlänge von rund 14.547 Kilometern, davon entfielen 103 Kilometer auf Schnellstraßen und 66 Kilometer auf Autobahnen. Das Eisenbahnnetz der Region hatte im Jahr 2019 eine Gesamtlänge von insgesamt 1.194 Kilometern.